# Batzella melanos
Batzella melanos är en svampdjursart som först beskrevs av de Laubenfels 1954.  Batzella melanos ingår i släktet Batzella och familjen Chondropsidae. Inga underarter finns listade i Catalogue of Life.